# Dicranomyia haeretica
Dicranomyia haeretica là một loài ruồi trong họ Limoniidae. Chúng phân bố ở miền Tân bắc.